# دهستان آسیاب
دهستان آسیاب نام دهستانی در بخش مرکزی شهرستان امیدیه، استان خوزستان در ایران است. براساس سرشماری مرکز آمار ایران در سال ۱۳۸۵، جمعیت آن ۳۴۹۶ نفر (۶۹۳ خانوار) بوده‌است.